# Mauro Marè
Mauro Marè (Roma, 1935 – Roma, 27 aprile 1993) è stato un poeta italiano.

## Biografia
Nasce nel 1935 a Roma, ed è lì, nella città protagonista della sua poesia, che trascorre tutta la sua vita. Si laurea in giurisprudenza e diventa uno dei più affermati notai della capitale; è anche molto attivo all'interno dell'ordine: si occupa di questioni teoriche con contributi anche importanti.
All'età di 29 anni, sposa la pittrice Annamaria Polidori, con la quale nasce un connubio poetico-pittorico; della moglie infatti, sono la maggior parte dei disegni contenuti nelle raccolte poetiche.
Stando alle poesie edite non comincia a scrivere presto: escludendo la sua prima poesia "Pe la morte de mi nonna" scritta nel 1952, all'età di 17 anni, la sua produzione comincia nel 1974, per proseguire ininterrottamente fino alla morte. È in questo breve arco di tempo che Marè compie il suo percorso artistico.
Nel 1977 pubblica la sua prima raccolta Ossi de Persica: si tratta di 62 poesie scritte tra il 1974 e il '77, eccetto la prima, scritta in età giovanile. In questa raccolta Marè è fortemente ancorato alla tradizione romanesca sia come temi sia per la lingua: il dialetto è colloquiale, borghese, "trilussiano".
Nello stesso anno vede la luce la sua seconda raccolta Cicci de Sellero, che raccoglie versi scritti tra il 1978-79; anche questa raccolta non si discosta da schemi tradizionali.
Nel dicembre 1981 pubblica la sua terza raccolta, Er mantello e la rota che rappresenta il tentativo di trovare un contatto tra le sue due nature: quella del notaio e quella del poeta; forte è l'influsso del Belli. La raccolta chiude la prima fase della produzione artistica di Mauro Marè.
In questi anni collabora con versi in lingua sulle riviste: Caffè, Il Cavallo di Troia e Carte d'Europa.
Nel 1985 alcune sue poesie vengono tradotte in inglese e pubblicate su The Literary Review edita dalla Fairleigh Dickinson University di Madison (New Jersey).
Nel 1986 esce Sillabe e Stelle, contenente 55 poesie divise in due parti: la prima dal titolo "Roma Biscroma" comprende 33 poesie scritte tra il 1980 e l'84, la seconda, che dà il titolo al libro, "Sillabe e stelle", ne contiene 32 scritte tra il 1982 e l'85. Questa raccolta segna il passaggio alla seconda fase: Marè si stacca dalla tradizione vernacolare; non più quadretti di genere ma la poesia si apre a tematiche esistenziali, e il sonetto cede il passo ad una metrica libera.
Nel 1988 pubblica Verso Novunque: 61 poesie tutte a verso libero e accompagnate dalla versione in italiano dell'autore. Il libro è diviso in tre parti: 1. "Tutte le strade nascheno da Roma e porteno novunque" (19 poesie); 2. "D'amore più sse more più sse nasce" (19 poesie); 3. "Fortuna la ficozza della mente in un poema me se configura" (32 poesie). "Verso novunque" continua la strada intrapresa in Sillabe e stelle: il dialetto si fa sempre più sperimentale fino a diventare un vero e proprio «idioletto».
Con la pubblicazione di questa raccolta si incrinano definitivamente i rapporti con i poeti della tradizione vernacolare romanesca: la testata Rugantino arriva a insultare Marè anche se la polemica non coinvolge direttamente il poeta ma il critico Eugenio Ragni, che lo aveva difeso.
Tra il 1991 e il '92, Marè si impegna nella redazione della rivista Il Belli, in cui pubblica alcune poesie che poi confluiranno in Controcore e interviene con contributi critici nelle questioni intorno al dialetto.
Nel gennaio del 1993 viene pubblicata la sua ultima raccolta: Controcore, in una fase dolorosa della sua vita perché Mauro si era già ammalato. La raccolta comprende un sonetto e 59 a verso libero, ognuna seguita dalla versione in italiano dell'autore.
Nello stesso anno, Marè affida 5 poesie inedite alla rivista Il Segnale, che le pubblica nel numero 34: "Senza corpo", "Libbertà", "Jjieri", "Marzo", "Rosa". Qualche mese più tardi le stesse poesie vengono pubblicate sulla rivista Nuovi Argomenti, ma Marè era già mancato qualche mese prima (il 27 aprile, all'età di 58 anni).
Nei mesi precedenti aveva inutilmente cercato un editore per pubblicare la sua ultima prova letteraria, non una raccolta di versi dialettali, ma un romanzo in lingua: Controcielo che verrà pubblicato postumo nel 1994.
Secondo Marcello Ravesi (nella Letteratura italiana Salerno, vol. IX) si tratta in assoluto del miglior poeta romano del secondo Novecento.

## Le opere
- Ossi de persica: versi romaneschi (Roma, Istituto editoriale pubblicazioni internazionali, 1977)
- Cicci de sellero: romanesche prosaiche poesie (Roma, C.I.A.S., 1979), con prefazione di Elio Filippo Accrocca
- Er mantello e la rota (Roma, Palombi, 1982)
- Silabbe e stelle (Roma, Ellemme, 1986), con prefazione di Mario Lunetta
- Verso novunque (Roma, Grafica dei Greci, 1988)
- Sarve Reggina (Monterotondo, Grafica Campioli, 1989)
- Controcore (Udine, Campanotto, 1993), con prefazione di Giuseppe D'Arrigo
- Controcielo: romanzo grottesco (Milano, Scheiwiller, 1994), con prefazione di Franco Brevini e note di Achille Serrao

Alcune poesie sono comparse in Marka, 6-7 (1982-1983); Letteratura anni Ottanta: Scrittori nelle Scuole, 1983-1984 (Foggia: Bastogi, 1985); Verso Roma--Roma in versi, a cura di Mario Lunetta, (Roma, Lucarini, 1985); Antologia della Poesia dialettale dal Rinascimento ad oggi, a cura di Giacinto Spagnoletti (Milano, Garzanti, 1991).
Un'antologia contenente le poesie migliori è Dentro a mmillanta Rome: poesie 1974-1993, a cura di Marcello Teodonio (Roma, Rendina, 2003). 
L'opera omnia (i 6 libri di poesie, le poesie inedite, e il romanzo Controcielo) autorizzata dagli eredi, curata da M. Teodonio ed edita da Il Cubo, è uscita nel 2014.